# BitchImTheShit2
BitchImTheShit2 è il quinto album in studio del rapper statunitense Tyga, pubblicato nel 2017.

## Tracce
1. ドウカテイ (Ducati) – 0:18
2. Feel Me (featuring Kanye West) – 3:19
3. Teterboro Flow – 2:44
4. Ski on the Slope (featuring Pusha T) – 3:30
5. Eyes Closed – 4:27
6. Move to L.A. (featuring Ty Dolla Sign) – 3:42
7. Bel Air (featuring Quavo) – 4:28
8. Run It Back (featuring Young Thug) – 3:56
9. Playboy (featuring Vince Staples) – 3:01
10. Chandeliers – 3:51
11. Flossin (featuring King) – 2:41
12. Cash Splash NASA – 3:20
13. 1 of 1 – 3:24
14. Gone Too Far – 2:34
15. Nann Nigga (featuring Honey Cocaine) – 3:59
16. 100's (featuring Chief Keef & A.E.) – 3:54